# Долина річки Гауї
Долина річки Гауї (латис. Gaujas leja) — картина латвійського художника-пейзажиста Юлійса Федерса, написана у 1891 році.

## Опис
«Долина річки Гауї» — один з найпопулярніших пейзажів автора, котрий має велике значення для латвійської культури, ставши найвідомішим латвійським пейзажем. Гауя бере початок на Відземській височині, де протікає через численні озера. Пейзаж спокійний та гармонійний, дерева оповиті вечірнім сонцем, світло відбивається від поверхні води. Картина написана олією на полотні розміром 101×173 см.
Картина була вперше виставлена на виставці Академії мистецтв у Санкт-Петербурзі. На той час автору було 53 роки, він встиг здобути міжнародне визнання та звання академіка живопису. Пізніше «Долина річки Гауї» належала приватному колекціонеру. У 1921 році художній музей міста Рига придбав пейзаж.